# Louis af Luxembourg
Prins Louis af Luxembourg (født 3. august 1986) er en luxemburgsk prins. Han er tredjeældste søn af storhertug Henri og storhertuginde Maria Teresa.
Han er gift med Tessy Antony, en tidligere underofficer i Luxembourgs hær. De har to sønner, Gabriel og Noah. Det blev meddelte, den 18. januar 2017, at skilsmissen mellem Louis og Tessy er en realitet.
Han er gudfar for sin nevø, prins Charles af Luxembourg.